# Michael Scammell
Michael Scammell (n. 16 ianuarie 1935, Lyndhurst, Anglia, Regatul Unit) este un autor englez, biograf și traducător de literatură slavă.

## Educație
Michael Scammell s-a născut în Lyndhurst, Hampshire, Anglia, a urmat cursurile Brockenhurst Grammar School și, după ce a lucrat doi ani pe post de copist pentru ziarul Southern Daily Echo din Southampton, a fost înrolat în Armata Britanică și a petrecut o mare parte din timp la Joint Services School for Linguists din Cambridge și Bodmin, unde a fost pregătit ca interpret rus. În 1958 a obținut o diplomă de licență cum laude în studii slave la Universitatea din Nottingham și a editat ziarul studențesc The Gongster. După ce a petrecut un an ca profesor de limba engleză la Universitatea din Ljubljana în fosta Iugoslavie, a urmat studii postuniversitare la Universitatea Columbia și a obținut ulterior doctoratul în studii slave.

## Cariera

### Traduceri
În timp ce urma cursuri de doctorat, Scammell a predat literatura rusă la Hunter College și a început să traducă cărți din limba rusă. Prima carte pe care a tradus-o a fost romanul Orașe și ani al scriitorului sovietic Konstantin Fedin. După ce l-a cunoscut pe Vladimir Nabokov, el a tradus în engleză două romane rusești ale lui Nabokov, Darul și Apărarea Lujin, apoi a realizat o traducere a romanului Crimă și pedeapsă de Fiodor Dostoievski.
Scammell s-a întors în Anglia, în anul 1965 și a tradus acolo Copilăria. Adolescența. Tinerețea de Lev Tolstoi și romanul polițist Petrovka 38 al autorului sovietic Iulian Semionov. Doi ani mai târziu a fost angajat la divizia de Servicii Externe a BBC ca supervizor lingvistic pentru limbile est europene și, după ce a devenit interesat de situația disidenților ruși, a tradus o carte de memorii despre gulagul post-stalinist, My Testimony, a unui fost deținut, Anatoli Marcenko. Împreună cu poetul sloven, Veno Taufer, pe care l-a cunoscut la BBC, el a tradus, de asemenea, o selecție de poezie slovenă modernă pentru o ediție specială a revistei Modern Poetry in Translation. Mulți ani mai târziu, el și Taufer au tradus o selecție de poezii ale primului poet sloven modern, Edvard Kocbek, sub titlul Nothing Is Lost.

### Index on Censorship

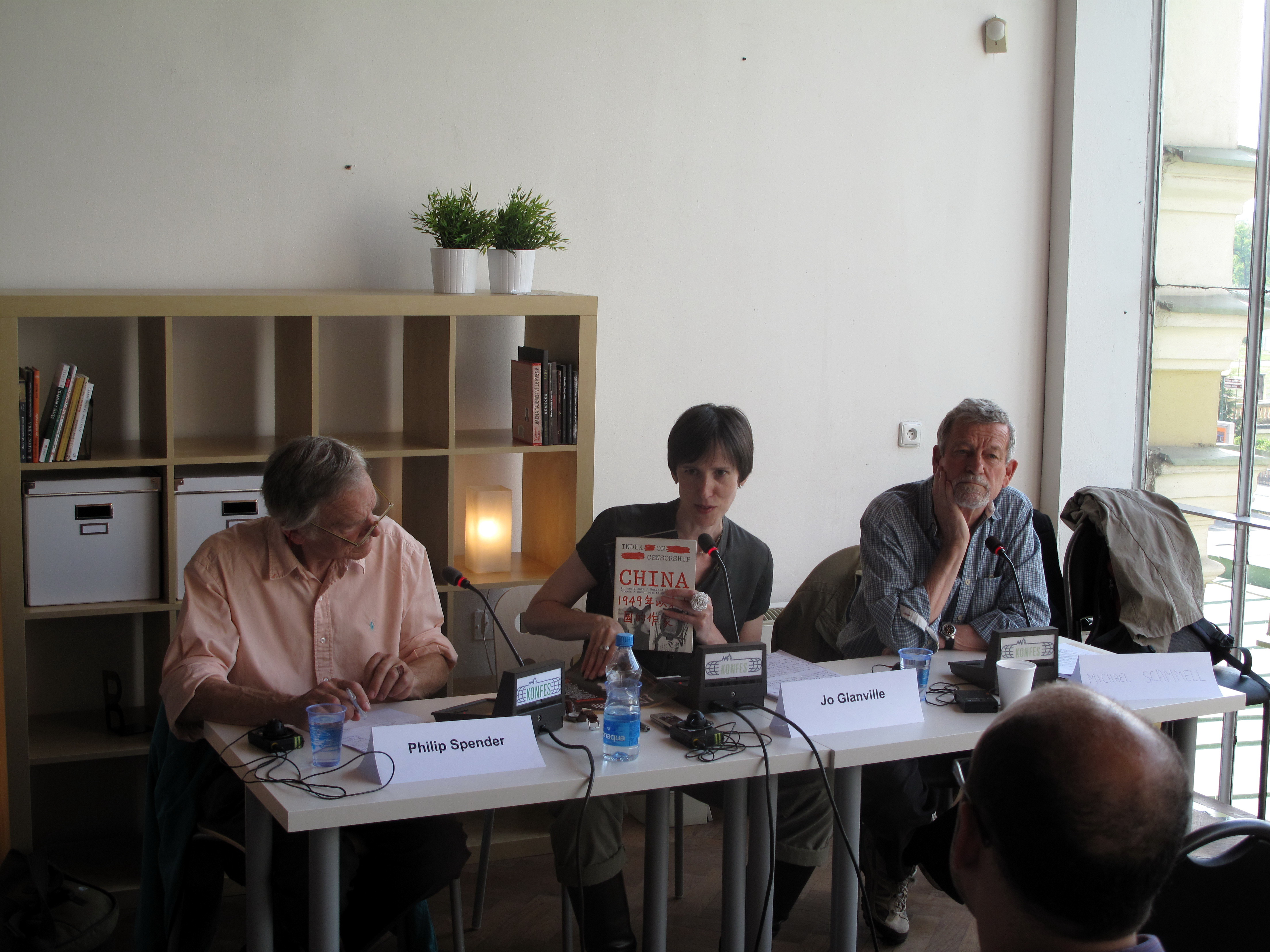
Philip Spender, Jo Glanville, Michael Scammell la Praga (2010)

În 1971, Scammell a devenit primul director al organizației non-profit Writers and Scholars International (mai târziu Writers and Scholars Educational Trust) din Londra și a fondat revistă trimestrială Index on Censorship, dedicată documentării cenzurii la nivel mondial și promovării libertății de exprimare. În 1976 a fost rugat să reorganizeze muribundul Writers in Prison Committee al International PEN Club și a rămas președinte al acestuia pentru următorii zece ani.
În următorii câțiva ani, el a editat și tradus parțial o antologie de literatură cenzurată, Russia's Other Writers; a editat un catalog ilustrat, Unofficial Art from the Soviet Union, care să însoțească o expoziție de pictură și sculptură cu același titlu, la organizarea căreia colaborase; a tradus Pentru a Construi un Castel de Vladimir Bukovski; a editate și supervizat traducerea colecției de eseuri culturale și politice From Under the Rubble ale lui Aleksandr Soljenițîn; a verificat traducerea americană a primelor două volume din Arhipelagul Gulag de Soljenițîn; și a pregătit pentru traducere și publicare pamfletul Letter to the Soviet Leaders al lui Soljenițîn, scris cu puțin timp înainte de expulzarea acestuia din Uniunea Sovietică.

### Biografii
După ce l-a întâlnit pe Soljenițîn la Zürich și Frankfurt, Scammell s-a angajat să scrie biografia lui Soljenițîn (cu consimțământul și cooperarea autorului, dar fără autorizarea sa expresă) și a demisionat de la Index on Censorship pentru a avea timp să lucreze. Între anii 1981 și 1983 a locuit la New York, a condus un seminar pe tema cenzurii la Universitatea din New York, a participat la un program de schimb academic cu Europa de Est, finanțat de George Soros, și a participat la întâlnirile săptămânale ale Institutului pentru Științe Umaniste de la New York. Revenind în Anglia, el a finalizat și publicat Solzhenitsyn, A Biography (1984).
Scammell a fost angajat pentru a scrie biografia autorizată a lui Arthur Koestler, care, după cincisprezece ani de cercetare și scriere, a fost publicată în SUA în 2009 sub titlul Koestler: The Literary and Political Odyssey of a Twentieth Century Skeptic și în Marea Britanie în 2010 sub titlul Koestler, The Indispensable Intellectual. Cartea a obținut Premiul PEN/Jacqueline Bograd Weld pentru cea mai bună biografie a anului 2009 în SUA și Premiul revistei Spears pentru cea mai bună biografie a anului 2010 în Marea Britanie. Ea a fost, de asemenea, nominalizată pentru Premiul pentru carte de biografie al Los Angeles Times pe anul 2010. The New York Times Book Review a inclus-o în lista ”Cele mai bune 100 de cărți ale anului 2010”.

### Poziții academice
În 1985, Scammell a revenit în Statele Unite pentru a se stabili acolo definitiv. În perioada 1986-1994 a fost profesor de Literatură Rusă la Universitatea Cornell, iar în 1994 s-a mutat la Universitatea Columbia ca profesor de scriere de literatură de non-ficțiune și de traducere. S-a retras de la Columbia la sfârșitul anului 2011.
El este membru al Academiei Americane de Arte și Științe și vicepreședinte al International PEN. El a obținut burse din partea Rockefeller Foundation Humanities Program, Arts Council of Great Britain, Ford Foundation, Leverhulme Trust, Jerusalem Foundation, National Endowment for the Humanities, Guggenheim Foundation și Historical Research Foundation.

## Viața personală
Scammell este căsătorit cu Rosemary Nossiff, profesoară de științe politice la Marymount Manhattan College și, anterior, profesoară la Universitatea Rutgers.
El a fost anterior căsătorit cu Erika Roettges, cu care are patru copii: Catherine, Stephen, Lesley și Ingrid.

## Lucrări
Scammell a colaborat la revisteleTimes Literary Supplement, The Observer și The Guardian din Marea Britanie și a contribuit cu articole și critici la New York Review of Books, The New York Times Book Review, Los Angeles Times Book Review, Harper, The New Republic, AGNI și la multe alte reviste din SUA.
Mai jos se află o listă a cărților pe care le-a publicat (listate în ordinea anului publicării).

### Biografii
- Solzhenitsyn: A Biography. Norton. 1984. ISBN 0393018024. (Biblioteca Congresului)
- Koestler: The Literary and Political Odyssey of a Twentieth-Century Skeptic. New York: Random House. 2009. Legătură externa în |editură= (ajutor) (Biblioteca Congresului)
- Koestler: The Indispensable Intellectual. London: Faber. 2010.

### Cărți editate
- Michael Scammell, ed. (1970). Russia's Other Writers, an Anthology of Samizdat. Longman. ISBN 0582127823. (Library of Congress)
- Michael Scammell, ed. (1971). Russia's Other Writers, an Anthology of Samizdat. Longman. ISBN 0582127823.
- Jurij Mal'cev (1977).  Michael Scammell, ed. La Letteratura contemporanea nell'Europa dell'Est. Venezia: Marsilio. Mai multe valori specificate pentru |autor= și |nume= (ajutor) (Library of Congress)
- Alexander Solzhenitsyn; Mikhail Agursky; Vadim Borisov; Evgeny Barabanov; F. Korsakov; Igor Shafarevich (1975).  Michael Scammell, ed. From Under the Rubble. Translated by Michael Scammell and A. M. Brock (Translator) with introduction by Max Hayward. Little, Brown. ISBN 0316803723. Mai multe valori specificate pentru |autor= și |nume= (ajutor); Mai multe valori specificate pentru |autor2= și |nume2= (ajutor); Mai multe valori specificate pentru |autor3= și |nume3= (ajutor); Mai multe valori specificate pentru |autor4= și |nume4= (ajutor); Mai multe valori specificate pentru |autor5= și |nume5= (ajutor); Mai multe valori specificate pentru |autor6= și |nume6= (ajutor)
- Igor Golomshtok, Alexander Glezer (1977).  Michael Scammell, ed. Unofficial Art from the Soviet Union. Random House. ISBN 9780436477003. Mai multe valori specificate pentru |autor= și |nume= (ajutor)
- Michael Scammell, ed. (1977). La letteratura contemporanea nell'Europa dell'Este. La Biennale di Venezia/Marsilio Editori.
- Michael Scammell, ed. (1995). The Solzhenitsyn Files: secret Soviet documents reveal one man's fight against the monolith. Catherine A. Fitzpatrick (trans.). Edition q. ISBN 9781883695064. (Library of Congress)

### Traduceri
- Anatoli Marcenko (1969). My testimony. E. P. Dutton. Mai multe valori specificate pentru |autor= și |nume= (ajutor)
- Fiodor Dostoyevski (1970). Crime and Punishment. New York: Washington Square Press. Mai multe valori specificate pentru |autor= și |nume= (ajutor)
- Vladimir Konstantinovici Bukovski (1979). To build a castle: my life as a dissenter. Viking Press. ISBN 978-0-670-71640-1. Mai multe valori specificate pentru |autor= și |nume= (ajutor)
- Vladimir Nabokov (1990) [1964]. The Defense. Vintage Books. ISBN 9780679727224. Mai multe valori specificate pentru |autor= și |nume= (ajutor)
- Vladimir Nabokov (2000) [1964]. The Luzhin Defense. Penguin Books. ISBN 978-0-14-118598-9. Mai multe valori specificate pentru |autor= și |nume= (ajutor)
- Vladimir Nabokov (1963). The Gift. Putnam. Mai multe valori specificate pentru |autor= și |nume= (ajutor) (Vintage Books, 1991 ISBN 9780679727255)
- Konstantin Fedin (1993) [1962]. Cities and years. Dell Publishing. ISBN 9780810110663. Mai multe valori specificate pentru |autor= și |nume= (ajutor)
- Lev Tolstoi (2002). Childhood, Boyhood and Youth. Random House, Inc. ISBN 978-0-375-75944-4. Mai multe valori specificate pentru |autor= și |nume= (ajutor) (Library of Congress)
- Edvard Kocbek (2004). Nothing is Lost. Princeton University Press. ISBN 978-0-691-11840-6. Mai multe valori specificate pentru |autor= și |nume= (ajutor) (Library of Congress)

## Premii
- Solzhenitsyn:
  - Premiul pentru carte de biografie al Los Angeles Times (1985)
  - Premiul Silver PEN al English PEN Centre for Nonfiction (1985)
- Koestler:
  - Premiul PEN/Jacqueline Bograd Weld pentru cea mai bună biografie (2009)[14]
  - Premiul revistei Spears pentru cea mai bună biografie (2010)